# Velvet Mood
Velvet Mood från 1956 är ett musikalbum med Billie Holiday.

## Låtlista
1. Prelude to a Kiss (Duke Ellington/Irving Gordon/Irving Mills) – 5:37
2. When Your Lover Has Gone (Einar Aaron Swan) – 4:58
3. Please Don't Talk About Me When I'm Gone (Sam H. Stept/Sidney Clare/Bee Palmer) – 4:23
4. Nice Work If You Can Get It (George Gershwin/Ira Gershwin) – 3:51
5. I Gotta Right to Sing the Blues (Harold Arlen/Ted Koehler) – 5:55
6. What's New? (Bob Haggart/Johnny Burke) – 4:20
7. I Hadn't Anyone Till You (Ray Noble) – 4:05
8. Everything I Have Is Yours (Burton Lane/Harold Adamson) – 4:33

## Inspelningsdata
23 augusti 1955 i Los Angeles (spår 1–4)
25 augusti 1955 i Los Angeles (spår 5–8)

## Medverkande
- Billie Holiday – sång
- Benny Carter – alt- & tenorsax
- Harry Edison – trumpet
- Jimmy Rowles – piano, celesta (spår 6, 7)
- Barney Kessel – gitarr
- John Simmons – bas
- Larry Bunker – trummor